# Graziella Pellegrini
Graziella Pellegrini (Genova, 1961) è una medica e ricercatrice italiana, nota per la sua attività pionieristica nel campo della medicina rigenerativa basata sulle terapie staminali.

## Biografia
È professore di biologia cellulare e coordinatrice del Programma di terapia cellulare presso l'Università di Modena e Reggio Emilia. Ha sviluppato e sostenuto protocolli di terapia cellulare in diversi ospedali di tutta Italia.
Nel 2020 ha ricevuto, insieme al collega  Michele De Luca, entrambi del Centro di Medicina Rigenerativa “Stefano Ferrari” (Cmr) dell’università di Modena e Reggio Emilia, il premio Louis-Jeantet per le ricerche della medicina rigenerativa basata sulle staminali, le quali hanno portato allo sviluppo della prima terapia staminale autorizzata in Italia.